# 1+1+1+1+…

滑らかにすることの漸近的挙動。直線の y 切片は -1/2 である。

数学において1 + 1 + 1 + 1 + · · · は発散する級数のひとつである。
つまり、その部分和の列がいかなる実数にも収束しない。
{\displaystyle \sum _{n=1}^{\infty }n^{0}} や {\displaystyle \sum _{n=1}^{\infty }1^{n}}
、あるいは単に {\displaystyle \sum _{n=1}^{\infty }1} とも書かれる。これは公比が 1 の幾何級数と考えることもできる。
他の（−1 を除く）有理数の公比をもった幾何級数とは違って、実数においてもp-進数においても収束しない。拡大実数で考えれば、
{\displaystyle \sum _{n=1}^{\infty }1=+\infty }
である、なぜならばその部分和の列は上限なしに単調に増加するからである。
n0 の和が物理的応用において現れるとき、それはときどきゼータ関数の正規化によって解釈されるかもしれない。それはリーマンのゼータ関数
{\displaystyle \zeta (s)=\sum _{n=1}^{\infty }{\frac {1}{n^{s}}}={\frac {1}{1-2^{1-s}}}\sum _{n=1}^{\infty }{\frac {(-1)^{n+1}}{n^{s}}}}
の s = 0 における値である。しかしながら上記2つの式は 0 において有効でないので、リーマンのゼータ関数の解析接続を用いなければならない。
{\displaystyle \zeta (s)=2^{s}\pi ^{s-1}\ \sin {\frac {\pi s}{2}}\ \Gamma (1-s)\ \zeta (1-s)}
これを使うことで（{\displaystyle \Gamma (1)=1} なので）以下を得る。
{\displaystyle \zeta (0)={\frac {1}{\pi }}\lim _{s\rightarrow 0}\ \sin {\frac {\pi s}{2}}\ \zeta (1-s)={\frac {1}{\pi }}\lim _{s\rightarrow 0}\ \left({\frac {\pi s}{2}}-{\frac {\pi ^{3}s^{3}}{48}}+\cdots \right)\ \left(-{\frac {1}{s}}+\cdots \right)=-{\frac {1}{2}}}
これから s = 1 における ζ(s) のベキ級数展開がしたがう。なぜならば、ζ(s) はそこで留数が1の1位の極をもつからだ。この意味で 1 + 1 + 1 + 1 + … = ζ(0) = −1/2 である。
Emilio Elizalde はこの級数に対する姿勢についての逸話を紹介している。
In a short period of less than a year, two distinguished physicists, A. Slavnov and F. Yndurain, gave seminars in Barcelona, about different subjects. It was remarkable that, in both presentations, at some point the speaker addressed the audience with these words: 'As everybody knows, 1 + 1 + 1 + · · · = −1/2'. Implying maybe: If you do not know this, it is no use to continue listening.

（日本語訳：1年に満たない短期間に、2人の著名な物理学者、A. Slavnov と F. Yndurain が、バルセロナで異なる主題についてのセミナーを行った。驚くべきことに、両方のプレゼンテーションで、あるとき発表者が聴衆にこう演説した。「皆が知っているように、1 + 1 + 1 + · · · = −1/2 である。」たぶん次のことを暗に意味していたのだろう。『もしこのことを知らなければ、聴き続けるのは無駄だ』）